# Spermophorella christophi
Spermophorella christophi är en insektsart som beskrevs av U. Aspöck och H. Aspöck 1986. Spermophorella christophi ingår i släktet Spermophorella och familjen Berothidae. Inga underarter finns listade i Catalogue of Life.